# Guenter Wendt
Guenter F. Wendt (Berlino, 28 agosto 1923 – Merritt Island, 3 maggio 2010) è stato un ingegnere tedesco naturalizzato statunitense.
Fu responsabile delle piattaforme di lancio della NASA durante il programma Apollo (1967-1975).
Nato in Germania, studiò aeronautica a Berlino e lavorò come meccanico a bordo degli aerei della Luftwaffe durante la seconda guerra mondiale. Come suo padre emigrò negli Stati Uniti nel 1949 e diventò cittadino statunitense nel 1955. Come ingegnere lavorò per la McDonnell Aircraft durante il Programma Mercury e il Programma Gemini, supervisionando la preparazione al lancio a Cape Canaveral. Era l'ultima persona a vedere gli astronauti prima del decollo. La battuta sul suo nome di Donn Eisele "I wonder where Guenter Wendt" (che suona come I wonder where Guenter went, "mi chiedo dove sia andato Guenter") è stata usata da Tom Hanks nel film Apollo 13.
Dopo l'incidente dell'Apollo 1 sulla piattaforma di lancio fu assunto dalla società responsabile della costruzione del Modulo di Comando e Servizio, la North American Rockwell. Lavorò a Cape Canaveral durante i primi voli dello Space Shuttle.
Wendt ha lavorato anche come consulente tecnico per diversi film e produzioni televisive e ha scritto la sua biografia, intitolata The Unbroken Chain, riguardante il suo periodo trascorso alla NASA. Ha ricevuto il premio "Letter of Appreciation" dalla NASA.
Durante il Programma Apollo, Wendt era soprannominato dal personale del Kennedy Space Center "capo della piattaforma", o "Führer della Piattaforma", per la sua severa direzione.
È scomparso nel 2010 all'età di 85 anni.